# Deutsches Bernsteinmuseum
Das Deutsche Bernsteinmuseum ist ein sich mit Bernstein befassendes Museum in Ribnitz-Damgarten im deutschen Bundesland Mecklenburg-Vorpommern. Es befindet sich im Klarissenkloster Ribnitz.

## Geschichte
Das heutige Deutsche Bernsteinmuseum hat seinen Ursprung im 1954 vom Ribnitzer Lehrer Richard Suhr aus den Resten einer bereits 1933 zusammengetragenen Heimatsammlung in einem Gebäude des ehemaligen Klarissenklosters Ribnitz gegründeten Heimatmuseum. 1963 wurde ein „Bernsteinzimmer“ eingerichtet, das sich der Entstehung, Förderung und Verarbeitung von Bernstein widmete. Eine wichtige Rolle hierbei spielte auch die lange Tradition der Bernsteinverarbeitung, die der Ribnitzer Goldschmied Walter Kramer mit der Kreierung des „Fischlandschmuckes“ Anfang der 1930er Jahre begründete und die sozialistische Weiterführung des enteigneten Betriebes in dem Ribnitzer Betrieb VEB Ostsee-Schmuck.
Von 1966 bis 1991 leitete Hans Erichson (1926–2020) das Museum. 1974 konnte eine Sammlung von Usedom erworben werden und seit 1975 trägt das Museum den Namen Bernsteinmuseum. Bis 1987 erfolgte eine weitgehende Neugestaltung und die Themen der Ausstellung wurden um Bernsteinkunst und allgemeine, mit Bernstein zusammenhängende Kultur erweitert. Zusätzlich erweiterten Leihgaben aus anderen Museen die Sammlung. Seit 1995 findet sich auch wieder eine stadtgeschichtliche Sammlung in den Räumlichkeiten des Museums.
Nach eigenen Angaben bietet das Deutsche Bernsteinmuseum die bedeutendste Bernstein-Sammlung in Deutschland. Besonderheiten der Sammlung sind seltene Inklusen wie beispielsweise Insekten und sogar ein Gecko. Das Museum zeigt auch Exponate aus der umfangreichen Sammlung der Preussag/TUI. Diese ging aus der Bernsteinsammlung der Staatlichen Bernstein-Manufaktur Königsberg hervor, die zum Ende des Zweiten Weltkrieges in der Türkei gezeigt wurde und dadurch unversehrt blieb.
Seit dem Jahr 2000 führt das Museum den vom Museumsverband in Mecklenburg-Vorpommern e.V. erteilten Ehrennamen „Deutsches Bernsteinmuseum“. Seit 2002 wird das Museum von einem Verein geführt und 2006 fanden die Sanierungen ihren vorläufigen Abschluss. Im Dezember 2007 wurde die Sanierung des Bernsteinmuseums abgeschlossen. Seit Mai 2010 ist der zweite große Ausstellungsteil des Museums, die Ausstellung zur Kloster- und Stiftsgeschichte „Dame von Welt, aber auch Nonne“ fertiggestellt.

## Galerie

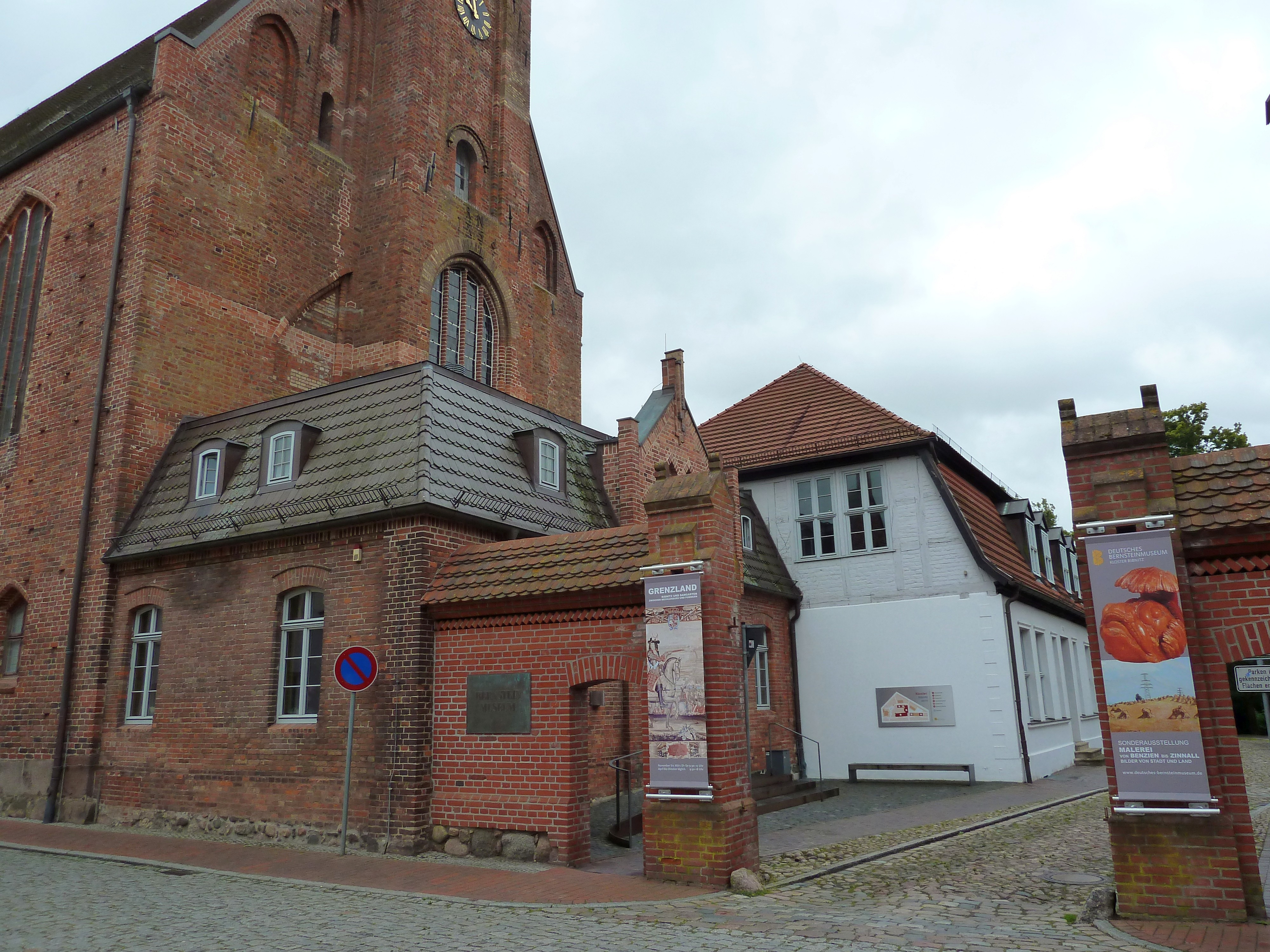
Eingang des Museums
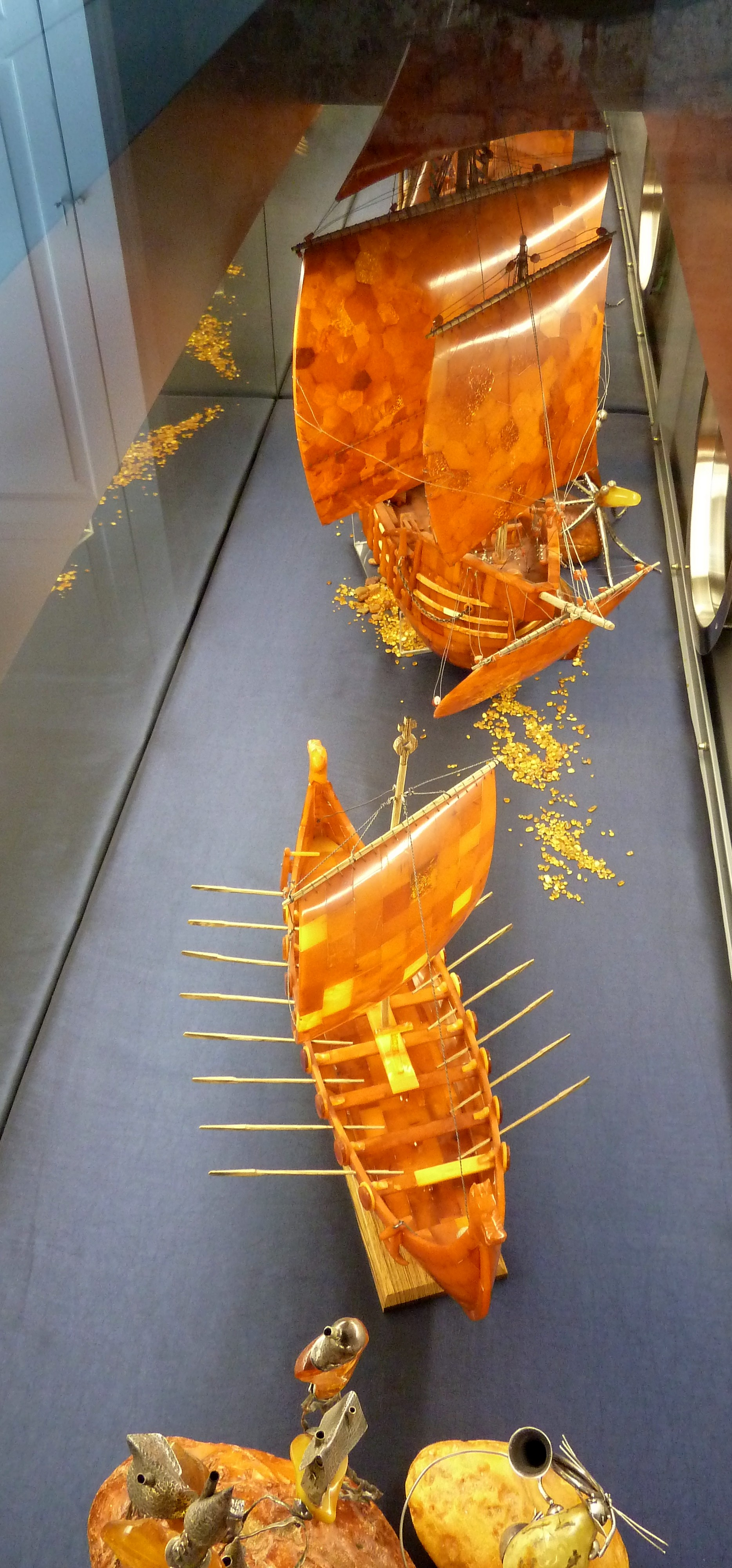
Bernstein-Schiffe
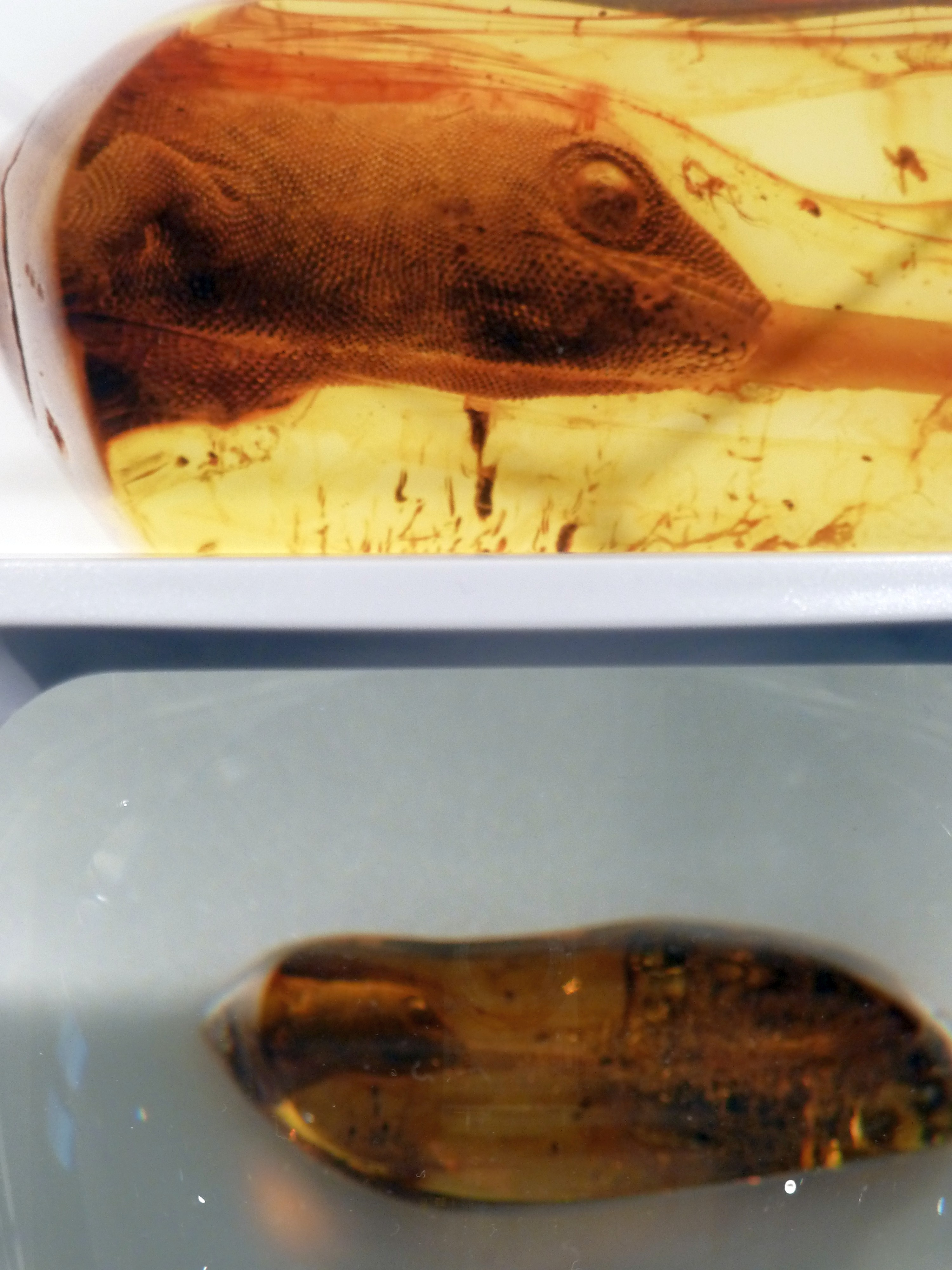
Fossiler Gecko in Bernstein
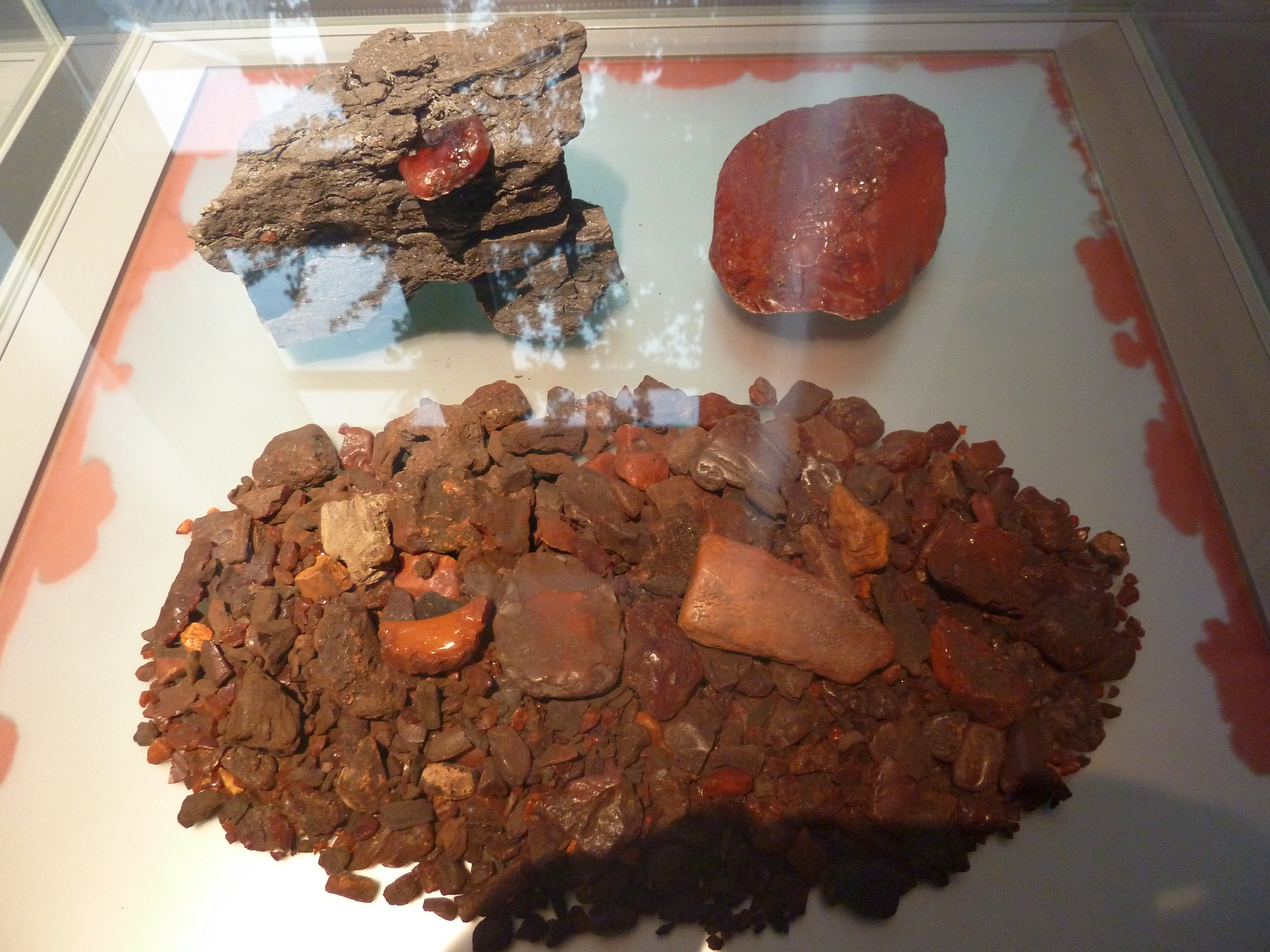
Bernstein aus Bitterfeld im Museum
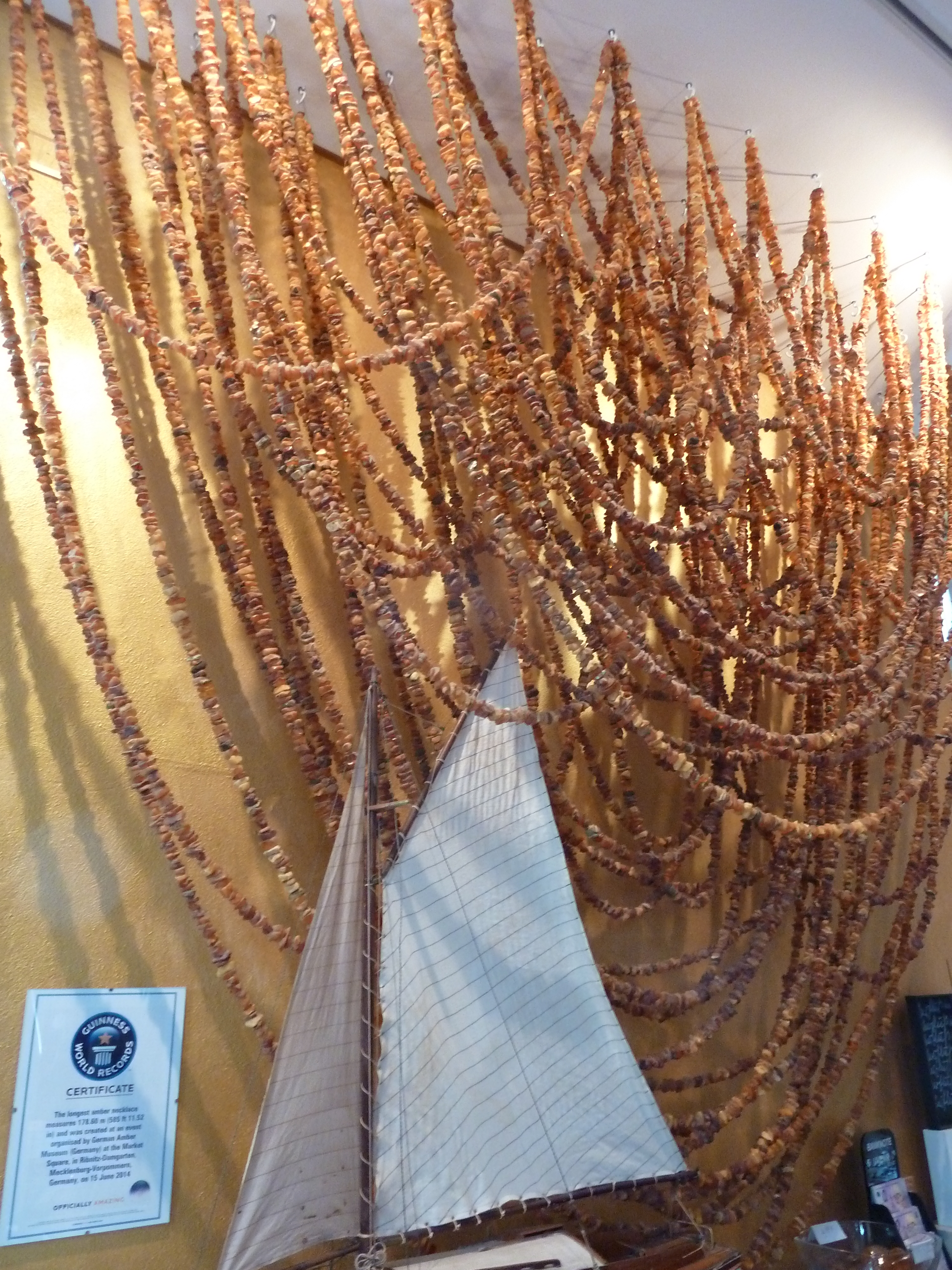
Längste Bernsteinkette der Welt